# 居正
居 正（きょ せい）は、清・中華民国の政治家・革命家。中国同盟会以来の革命派人士で、中国国民党では反共右派として知られる。旧名は之駿。字は覚生、号は梅川。

## 事績

### 中国同盟会での活動
塾教師の家庭に生まれる。1899年（光緒25年）に院試で第1位をとったが、1901年（光緒27年）の郷試では落第した。1905年（光緒31年）9月、日本に留学し、1907年（光緒33年）に法政大学法政速成科を卒業する。入学の際に、郷土の先輩格である陳乾から宋教仁に紹介され、中国同盟会に加入した。
1907年（光緒33年）夏、日本大学本科法律部に入学した。まもなく、雲南省河口での孫文らの蜂起に参加しようと帰国を図る。しかし途中の香港で蜂起の失敗を知らされ、シンガポールに赴いた。そこで胡漢民・汪兆銘（汪精衛）らが主宰する『中興日報』で記事・論文を執筆する。これ以後も、南洋各地で革命派宣伝工作に従事した。
1910年（宣統2年）に孫文の命により居正は帰国し、以後、漢口で同盟会の工作に従事する。同年10月、武昌起義が勃発すると、居正は湖北軍政府に加入し、都督黎元洪を補佐して政府組織の事務に従事した。12月、居正は湖北代表として、南京で開催された各省都督府代表会議に出席している。

### 反袁世凱の活動
1912年（民国元年）1月、孫文の臨時大総統就任とともに、居正は内務次長（代理内務総長）に就任した。しかし袁世凱が後任の臨時大総統となると、居正は辞任した。その後、宋教仁率いる国民党で活動している。1913年（民国2年）3月に宋教仁が暗殺されると、居正は孫文の下に戻り、二次革命（第二革命）に参加する。居正は上海呉淞砲台総司令として戦ったが、敗北して日本に亡命した。
日本亡命後の1914年（民国3年）6月、孫文が組織した中華革命党に居正は加入し、党務部長に任命された。9月より、赤坂の頭山満邸にて方略研究会に参加。1915年（民国4年）晩夏、東京にて各部長を招集して会議が行われ、中国国内に中華革命軍東南・東北・西北・西南4個軍の設立を計画。居正は中華革命軍東北軍総司令に命ぜられる。
同年冬、孫文の命により居正は大連に戻り、反袁世凱活動を秘密裏に展開する。護国戦争（第三革命）勃発後の1916年（民国5年）2月、孫文の指示で青島に赴き、中華革命軍東北軍組織の準備に取り掛かる。3月13日、正式に中華革命軍東北軍を組織して総司令となり、総司令部を八幡町の旧ドイツ総督邸宅に設置、参謀長に許崇智・萱野長知、2個本隊と6個支隊で構成されていた。
5月4日、ついに兵を挙げ、反袁世凱の軍事活動を山東省で展開した。第1支隊を以て周村を占領、続いて第1本隊および3個支隊を以て張樹元率いる北洋第5師が防備する濰県城を攻めた。この戦闘で日本兵や居留民が巻き添えを受け死傷者が出たため、張樹元は歩兵第40連隊長石浦謙二郎大佐より抗議を受ける。この問題は日中間の外交問題に発展したが、結局補給を絶たれた張樹元は革命軍に屈し、15日に革命軍との和議に署名。濰県城は23日に明け渡された。
6月6日、袁世凱が死去すると和睦の機運が起こりつつあった。しかし、張懐芝はそれに乗じて安丘・臨朐両県を再占領し、革命運動も激化していた。
そんな中、7月から中華革命軍東北軍の指揮下に投入された華僑義勇団飛機隊（管理主任：胡漢堅）は、滋賀県神崎郡八日市町の中華革命党航空学校卒業生らと坂本寿一・立花了観ら日本人教官9名を含む87名の人員、梅屋庄吉の出資で購入したカーチス JN-4 ジェニー、J-5、モラーヌ・ソルニエ G型「翦風号」各1機1隊の3隊で構成され、再び北洋軍の手に渡った濰県城に宣伝ビラを撒くほか、スリーキャッスルの空き缶にダイナマイトを積めて投擲するという原始的な爆撃を行った。飛行機がまだ珍しかった当時、これらの北洋軍への心理的影響は大きく、4、5回の爆撃ののち北洋軍より濰県城からの撤退を条件に爆撃をやめるよう申し出を受けた。
9月21日、山東軍務会弁の曲同豊中将と講和を結ぶ。12月14日、中華革命軍東北軍を解散。

### 反共右派として
その後、居正は広州で孫文の護法運動に参与する。1919年（民国8年）10月10日、中華革命党が中国国民党に改組されると、居正は総務部主任兼軍事委員に任命された。1922年（民国11年）5月、広東軍政府で内務部長に任命される。1924年（民国13年）1月、国民党第1回全国代表大会で、中央執行委員に選出（その後、常務委員に選出）された。しかし居正は孫文の三大政策、特に聯ソ聯共路線に反発し、突然広州を離れ、上海に引きこもってしまう。
1925年（民国14年）3月12日に孫文が京都（北京）で逝去すると、居正は北京へ急行し、喪に服した。しかし、上海で章炳麟（章太炎）と「辛亥倶楽部」を組織するなど、国民党の聯共聯ソ路線には依然として服さなかった。同年11月、居正は、鄒魯・謝持・林森らと北京の西山碧雲寺で独自に国民党第2回全国代表大会を開催し（西山会議）、三大政策反対と反共を公開で宣言した。

### 司法院院長及び最高法院院長

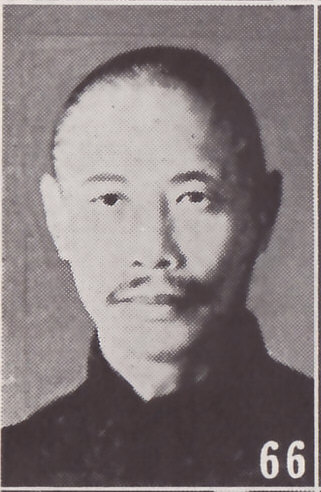
居正別影
『最新支那要人伝』(1941年)

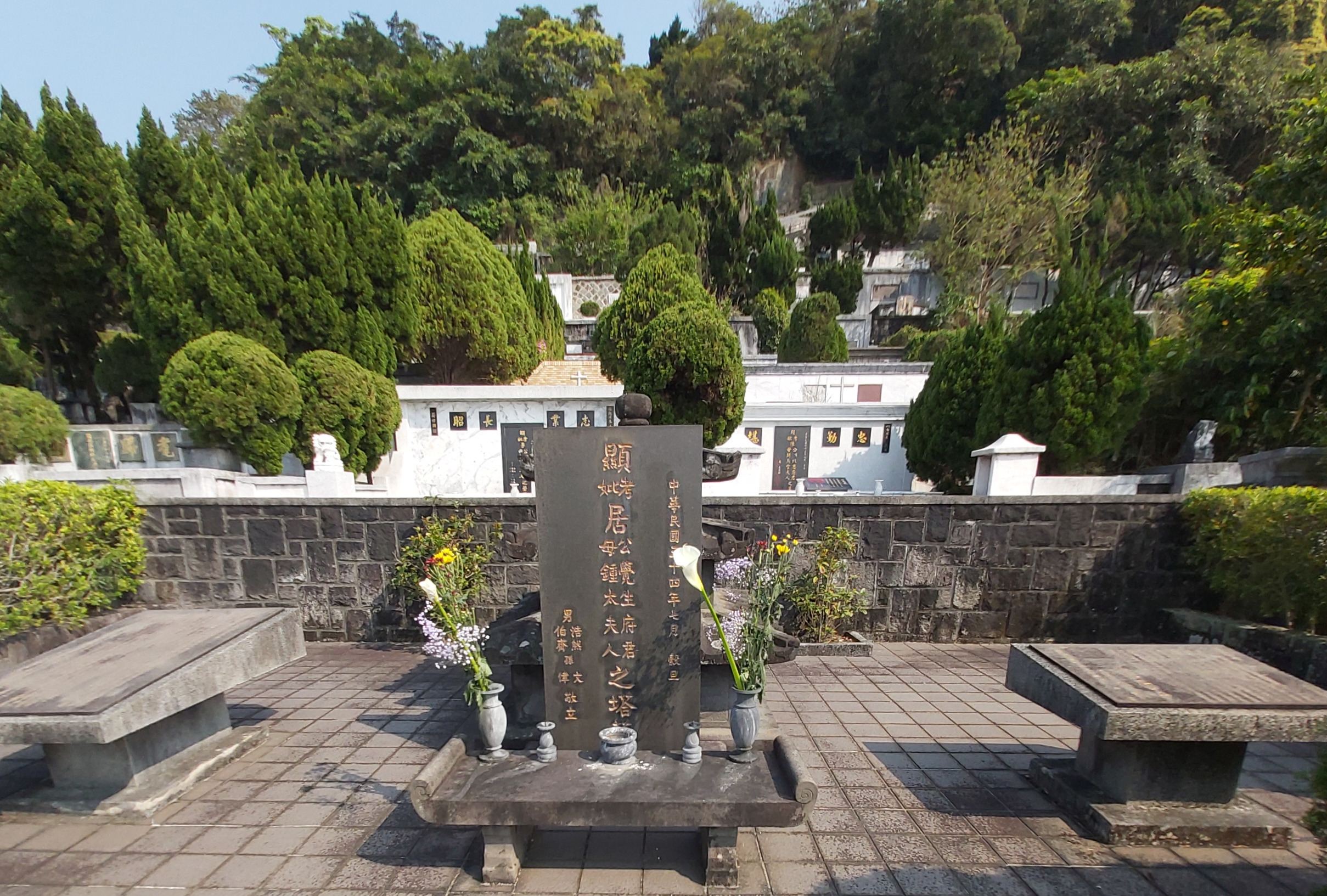
居正の墓（台北市）

その後の居正は、蔣介石と対立的な政治姿勢を保っていた。しかし、1931年（民国20年）の満洲事変を経て、国民党内は大同団結となり、居正も蔣介石と和解する。居正は国民党第4回全国代表大会で中央執行委員、常務委員に選出され、司法院副院長に任命された。1932年（民国21年）5月、居正は司法院院長に昇格した。以後、1948年（民国37年）6月に辞任するまで、国内法制整備に尽力した。また、1932年11月5日から1935年7月22日までは最高法院院長を兼ねている。司法院院長辞任後、居正は監察院監察委員に選出された。1949年（民国38年）11月に台湾へ逃れた後もこの職にとどまっている。1951年（民国40年）11月23日、台北で病没。享年75。